# Muscle pelvi-trochantérien

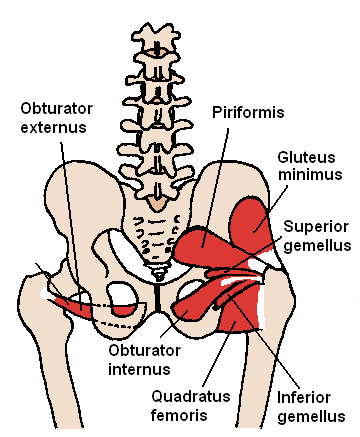
Vue des muscles du bassin : muscle obturateur externe, muscle piriforme, ((muscle petit glutéal)), muscle jumeau supérieur, muscle jumeau inférieur, muscle carré fémoral, muscle obturateur interne.

Les muscles pelvi-trochantériens sont huit muscles du membre pelvien qui appartiennent plus précisément aux muscles dorsaux et latéraux de la ceinture pelvienne, qui rattachent le membre inférieur au tronc.
Ils sont placés en profondeur sur le versant dorsal de l'articulation coxo-fémorale, ce qui leur confère leur principale fonction sur la hanche : la rotation latérale. Ils s'insèrent à différents endroits du bassin osseux ou pelvis, mais se terminent tous sur le grand trochanter du fémur, d'où leur nom.
Ils jouent un rôle semblable à celui du muscle supra-épineux de l'épaule en initiant le début du mouvement, amplifié ensuite par l'action de muscles plus puissants comme le muscle grand glutéal.
Leurs insertions, quelque peu différentes, permettent de séparer ces muscles en deux muscles d'origine endo-pelvienne :
- le muscle piriforme,
- le muscle obturateur interne,

et en six muscles d'origine exo-pelvienne :
- les muscles jumeaux supérieur et inférieur,
- le muscle carré fémoral,
- le muscle obturateur externe,
- le muscle petit glutéal,
- le muscle moyen glutéal.